# Râul Tomnatecu Mare
Râul Tomnatecu Mare este un curs de apă, afluent al râului Bistrița Aurie. 